# Heinkel P.1080
O Heinkel P.1080 foi um projecto da Heinkel para conceber um avião de caça bimotor com motores ramjet e fuselagem sem cauda. Seria equipado com um radar de última geração e dois canhões MK 108 de 30 mm.